# Oranje de Sonnaville (manzana)
Oranje de Sonnaville es una variedad cultivar de manzano (Malus domestica).
Criado en la década de 1930 por el obtentor Dr. Piet Sonnaville en "Wilhelminadorp", Países Bajos. Las frutas tienen una pulpa dulce de textura gruesa con un sabor rico y aromático.

## Historia
'Oranje de Sonnaville' es una variedad de manzana, obtención en la década de 1930 por el obtentor Dr. Piet Sonnaville en el "Instituto de investigación frutícola, Wilhelminadorp", "Wilhelminadorp" (Países Bajos), cruzando 'Cox's Orange Pippin' progenitor que actúa como Parental-Madre x 'Jonathan' progenitor donante de polen, que actúa como Parental-Padre. El cultivar se introdujo en la industria frutícola en 1971.
'Oranje de Sonnaville' se cultiva en la National Fruit Collection con el número de accesión: 1974-289 y Nombre de accesión : Oranje de Sonnaville.

## Características
'Oranje de Sonnaville' es un árbol vigoroso y extenso, que presenta frutos en pareja opuestos, susceptible a la antracnosis. Tiene un tiempo de floración que comienza a partir del 13 de mayo con el 10% de floración, para el 18 de mayo tiene una floración completa (80%), y para el 24 de mayo tiene un 90% de caída de pétalos.
'Oranje de Sonnaville' tiene una talla de fruto de grande a muy grande, con una altura promedio de 68.10mm, y una anchura promedio de 84.01mm; forma globoso cónico, con nervaduras débiles, corona ausente; epidermis con color de fondo amarillo verdoso, sobre el cual hay un lavado rojo que cubre todas las superficies expuestas al sol, y sobre esto hay un patrón de rayas rojas de tono de color más intenso, importancia del sobre color medio, distribución del sobre color chapa / rayas, importancia del ruginoso-"russeting" (pardeamiento áspero superficial que presentan algunas variedades) muy débil; pedúnculo corto, con un calibre medio, y se encuentra en una cavidad algo profunda y estrecha; cáliz con ojo de tamaño mediano y parcialmente abierto, colocado en una cavidad calicina medianamente profunda y algo estrecha, rodeada por una gran mancha canela de ruginoso-"russeting" áspera; carne con un tinte de color crema, textura de grano grueso, sabor dulce y aromático.
Su tiempo de recogida de cosecha se inicia a mediados de septiembre. Se mantiene un mes en almacenamiento en frío.

## Usos
Desarrollado como una manzana fresca para comer.

## Ploidismo
Diploide. Auto estéril, pero los cultivos mejoran con un polinizador compatible. Grupo E Día 18.